# Gutes Parlament
Als Gutes Parlament (englisch Good Parliament; [guːd ˈpaləmənt]) wird das im Jahr 1376 einberufene englische Parlament bezeichnet. In diesem Jahr klagte das Unterhaus, vorgetragen von Sir Peter de la Mare als erster Speaker, wegen Ineffizienz, zu hoher Steuern und deren Verschwendung im Krieg gegen Frankreich. Im Zuge dessen kamen Berater des Königs vor Gericht und neue Berater wurden ernannt. Trotzdem wurden die Beschlüsse des „Good Parliaments“ noch im selben Jahr aufgehoben und 1377 ein gefügigeres Parlament einberufen, das unter dem Namen „Bad Parliament“ bekannt wurde.